# Dicranophragma (Brachylimnophila) nesonemorale
Dicranophragma (Brachylimnophila) nesonemorale is een tweevleugelige uit de familie steltmuggen (Limoniidae). De soort komt voor in het Oriëntaals gebied.